# Sollevamento pesi ai I Giochi panamericani giovanili
Le competizioni di sollevamento pesi ai I Giochi panamericani giovanili si sono svolte dal 26 al 29 novembre a Palmira, in Colombia

## Podi

### Ragazzi
| Evento  | Oro            | Argento          | Bronzo            |
| 61 kg   | Estiven Villar | Hampton Morris   | Fabián Márquez    |
| 67 kg   | Ryan Grimsland | Reinner Arango   | Sergio Cares      |
| 73 kg   | Juan Martínez  | Edisnel Corrales | Santiago Villegas |
| 81 kg   | Iván Escudero  | Mauricio Canul   | Dante Pizzuti     |
| 96 kg   | Yeison López   | Jonathan Ramos   | Neiser Grefa      |
| 109 kg  | Luis Quiñones  | Antonio Govea    | Morgan McCullough |
| +109 kg | Arley Bonilla  | Ezequiel Germán  | Ryland Shriver    |

### Ragazze
| Evento | Oro               | Argento          | Bronzo            |
| 49 kg  | Dahiana Ortiz     | Yesica Hernández | Katherin Echandia |
| 55 kg  | Katharine Estep   | Irene Borrego    | Antonina Moya     |
| 59 kg  | Concepción Úsuga  | Meaghan Strey    | Jenifer Becerra   |
| 64 kg  | Julieth Rodríguez | Queysi Rojas     | María Casadevall  |
| 76 kg  | Olivia Reeves     | Kelin Jiménez    | Sindy Santana     |
| 87 kg  | Bella Paredes     | Sirley Montaño   | Elizabeth Reyes   |
| +87 kg | Adbeel Rodríguez  | Marifelix Sarría | Taiane Justino    |